# Sammy Hagar (음반)
| 전문가 평가 | 전문가 평가 |
| 평가 점수   | 평가 점수   |
| 출처        | 점수        |
| ----------- | ----------- |
| Allmusic    | 4/별        |

《Sammy Hagar》는 1977년 1월, 캐피틀 레코드에 의해 발매된 미국의 싱어송라이터 새미 헤이거의 두 번째 스튜디오 음반이다. 그것은 또한 종종 《The Red Album》이라고도 불리는데, 그것은 또한 그의 별명 "레드 로커"의 기초가 되는 헤이거의 첫 번째 곡인 〈Red〉를 포함하고 있기 때문이다. 미래의 멀티 플래티넘 판매 프로듀서 스콧 매튜스는 링고 스타가 이 음반이 녹음된 EMI 스튜디오의 이름을 딴 비틀즈의 마지막 음반인 《Abbey Road》에서 자신의 유일한 드럼 솔로를 같은 방에서 연주했다는 말을 듣고 〈Red〉에서 드럼 솔로를 연주하도록 설득되었다.
1987년 새미 헤이거의 솔로 음반인 《I Never Said Goodbye》는 때때로 《Sammy Hagar》로도 알려져 있다. 왜냐하면 초기의 프레스들은 대회 결과에 따라 제목이 정해지지 않았기 때문이다. 그럼에도 불구하고, 그 음반들은 완전히 다르다.

## 커버 아트
이 독특한 커버 이미지는 런던 스톡웰 로드, SW9에서 빨간색 프라이드 & 클라크 자동차 가게가 줄지어 있는 가운데 촬영되었다. 이 붉은 페인트로 칠해진 건물들은 1966년 영화 《욕망》에서도 볼 수 있다. 레드 쓰리피스 슈트는 1974년에 토니 스티븐스를 위해 제작되었으며, "Granny Takes A Trip"이라는 라벨이 붙은 싱글 가슴 자켓, 바지, 그리고 조끼는 빨간색과 흰색 땋은 머리를 가지고 있었다. 새미는 1976년 영국에 있는 동안 스티븐스의 집에 머물렀고, 커버 촬영을 위해 스티븐스의 옷장에서 슈트를 빌렸다.

## 곡 목록
모든 곡들은 특별한 언급이 없는 한 새미 헤이거에 의해 작사/작곡하였다.
| #   | 제목                      | 작사·작곡              | 재생 시간 |
| --- | ------------------------- | ---------------------- | --------- |
| 1.  | 〈Red〉                   | 존 S. 카터, 헤이거     | 4:04      |
| 2.  | 〈Catch the Wind〉        | 도노반                 | 4:37      |
| 3.  | 〈Cruisin' & Boozin〉     |                        | 3:09      |
| 4.  | 〈Free Money〉            | 레니 케이, 패티 스미스 | 3:59      |
| 5.  | 〈Rock 'N' Roll Weekend〉 |                        | 3:09      |
| 6.  | 〈Fillmore Shuffle〉      | 브루스 스티븐스        | 3:45      |
| 7.  | 〈Hungry〉                | 배리 만, 신시아 웨일   | 3:05      |
| 8.  | 〈The Pits〉              | 카터, 헤이거           | 3:06      |
| 9.  | 〈Love Has Found Me〉     |                        | 3:51      |
| 10. | 〈Little Star/Eclipse〉   |                        | 6:08      |